# Phủ binh chế
Phủ binh chế (tiếng Trung: 府兵制; bính âm: fǔbīng zhì; Wade–Giles: fu-ping chih) là một hệ thống dân quân địa phương ở Trung Quốc, tồn tại từ thế kỷ thứ 6 đến thế kỷ thứ 8, xuất hiện lần đầu vào thời Tây Ngụy và tiếp tục được áp dụng trong trong thời nhà Tùy và nhà Đường.

## Nét đặc trưng
Phủ binh chế là cơ sở của quân đội Trung Quốc trong thời nhà Tùy và giai đoạn đầu thời nhà Đường. Nó được áp dụng đầu tiên bởi nhà Tây Ngụy, dưới sự quản lý của nhiếp chính Vũ Văn Thái. Các đơn vị dân quân này cũng đóng vai trò là lực lượng dự bị, và có thể được huy động nhanh chóng trong thời kỳ chiến tranh hoặc bất ổn chính trị.
Phủ binh chế liên quan đến một mạng lưới dân quân được giao phó tới từng vùng miền. Nam giới từ 21 đến 60 tuổi là đủ điều kiện nhập ngũ. Các sĩ quan nhận mệnh lệnh thường trực, nhưng quân chính quy thì được báo cáo nhiệm vụ tại tỉnh lỵ theo một hệ thống luân chuyển thay đổi tùy theo khoảng cách sống. Những người lính sống cách kinh đô 500 lí sẽ phục vụ một tháng mỗi năm tháng còn những người sống xa hơn 2000 lí sẽ phục vụ hai tháng sau mỗi 18 tháng. Khi tan sở, họ được trở về canh tác ruộng đất, nhưng khi chiến tranh xảy ra, họ sẽ tiếp tục được điều động trở lại. Điều này bổ sung cho chế độ quân điền mà trong đó nhà nước giao cho tất cả các hộ gia đình một phần đất để làm trang trại. Các đơn vị dân quân sau đó trở thành các quân hộ cha truyền con nối, mở ra các khu định cư và cộng đồng quân sự hóa rộng lớn.
Nhà Tùy đặt các đơn vị dân quân dưới sự quản lý dân sự địa phương, nhà Đường sau đó lại hợp nhất chúng dưới sự quản lý ở mức đô thị, cụ thể là Bộ binh. Nhà Đường có 634 đơn vị dân quân, sau này được gọi là Chiết xung phủ. Dưới thời nhà Đường, bình quân cứ 6 gia đình sẽ cung cấp một người đàn ông phục vụ cho một đơn vị đồn trú. Nhiều đơn vị dân quân tập trung ở khu vực phía Bắc, đặc biệt là ở Quán Trung, với 261 đơn vị. Sơn Tây có 164 đơn vị. Hà Nam và Sơn Đông có 74 đơn vị. Tất cả đóng góp khoảng 80 phần trăm lính nghĩa vụ phủ binh chế. Phủ binh chế tiêu tốn ít tiền ngân khố quốc gia, vì dân quân có thể tự nuôi mình bằng cách làm nông.
Phủ binh chế chỉ có thể là phương án dự phòng đối với các chiến dịch quân sự ngắn hạn hoặc khi đất nước đang trong thời bình. Chiến tranh kéo dài sẽ ngăn cản hoạt động canh tác nông nghiệp. Phủ binh chế dần bị bỏ rơi khi nhà nước dần chuyển sang áp dụng các mô hình đơn vị quân đội toàn thời gian, được gọi là kiện nhân (健儿).